# Saint-Jacques-de-Thouars
Saint-Jacques-de-Thouars é uma comuna francesa na região administrativa da Nova Aquitânia, no departamento de Deux-Sèvres. Estende-se por uma área de 5.55 km². Em 2010 a comuna tinha 448 habitantes (densidade: 80,7 hab./km²).